# Steve Miller Band

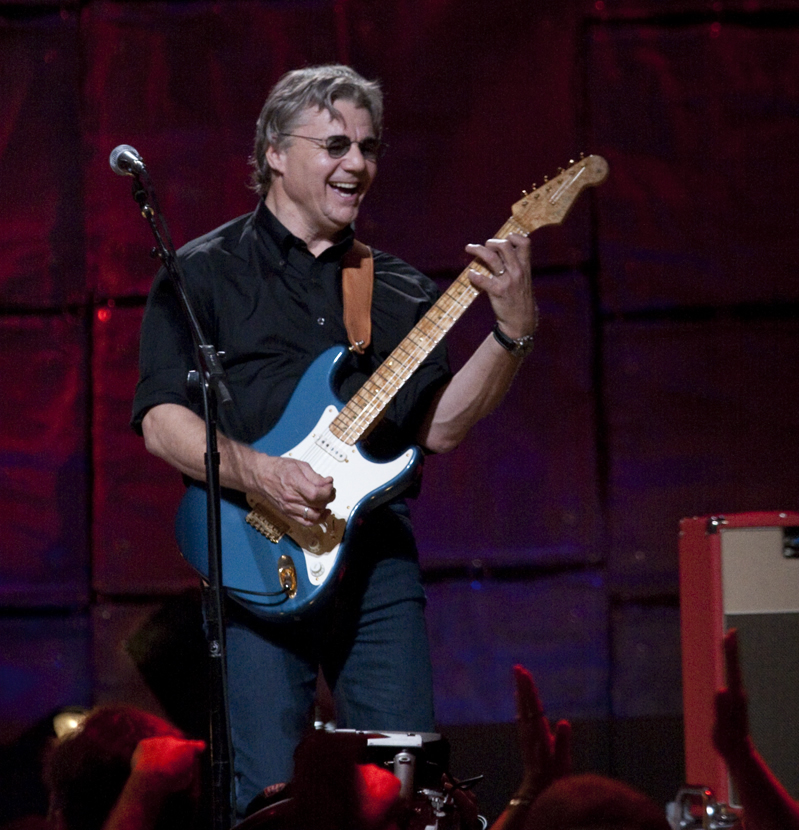
Steve Miller du Steve Miller Band en 2009

Le Steve Miller Band est un groupe américain de rock formé en 1967 à San Francisco, en Californie. Le groupe est construit autour de Steve Miller (guitare et chant).
Ses plus grands succès sont The Joker (1973), Rock'n Me (en) et Fly Like an Eagle en 1976 et Abracadabra en 1982.

## Discographie

### Albums
- 1968  : Children of the Future
- 1968  : Sailor
- 1969  : Brave New World
- 1969  : Your Saving Grace (en)
- 1970  : Number 5
- 1971  : Rock Love
- 1972  : Recall the Beginning...AA Journey from Eden
- 1972  : Anthology
- 1973  : Living in the U.S.A.
- 1973  : The Joker
- 1976  : Fly Like an Eagle
- 1977  : Book of Dreams
- 1978  : Greatest Hits 1974–78
- 1981  : Circle of Love
- 1982  : Abracadabra
- 1983  : Steve Miller Band Live!
- 1984  : Italian X Rays
- 1986  : Living in the 20th Century
- 1988  : Born 2 B Blue
- 1991  : Steve Miller Band, The Best of 1968–1973
- 1991  : The Very Best of the Steve Miller Band
- 1993  : Wide River
- 2002  : King Biscuit Flower Hour Presents The Steve Miller Band
- 2003  : Young Hearts – Complete Greatest Hits
- 2006  : Fly Like an Eagle (30th Anniversary Edition)
- 2007  : Steve Miller Band - Live from Chicago (DVD)
- 2010  : Bingo!
- 2011  : Let Your Hair Down
- 2019  : Welcome to the Vault
- 2023  : J50: The Evolution of the Joker